# Призраки (телесериал)
«При́зраки» (англ. Spooks) — британский телесериал, рассказывающий о работе группы сотрудников британской контрразведки MI5, которые служат в специальном секретном подразделении The Grid (рус. сеть, решётка), базирующемся в Темз-хаусе. Название сериала отсылает к популярному сленговому прозвищу офицеров британских спецслужб. В США и Канаде сериал шёл под названием MI-5 (за исключением телеканала BBC Canada, где он шёл под оригинальным именем).

## История создания
Сериал был создан продюсерской компанией Kudos специально для «Би-би-си». Высокий бюджет каждой серии «Призраков» и нарастающая популярность обеспечили проекту большой приток приглашённых звезд. Среди них были Хью Лори, Роберт Харди, Иан Макдермид, Юэн Бремнер, Энди Серкис, Анупам Кхер, Александр Сиддиг, Энтони Хэд и другие.
Местами съёмок сериала стали знаменитые и узнаваемые места Лондона. Часто в кадре были внешние фасады Темз-хауса, чтобы подчеркнуть место основного действия. Однако съёмки в непосредственной штаб-квартире MI5 были невозможны по соображениям безопасности. Поэтому вход и выход из здания, а также некоторые внутренние интерьеры снимались в главном здании Объединённой великой ложи Англии. Часто в кадре были фасады Здания Секретной разведывательной службы Великобритании (MI6). Кроме этого, местами съёмок стали многие достопримечательности английской столицы.

## Эпизоды
Телесериал состоит из 86 серий. В 1 и 10 сезонах по 6 серий, сезоны со 2 по 6 состоят из 10 серий каждый, в 7-9 сезонах по 8 серий. Каждая серия открывается коротким тизером — несколькими кадрами, дающими представление о содержании серии. Вслед за ними следуют титры, в которых можно видеть основных актёров. В оригинале на телеканале BBC 1 имена актёров в титрах не указывались, чтобы создать дополнительное ощущение анонимности жизни шпионов и добавить драматичности. Заканчивается каждая серия стоп-кадром, который меняет цветные оттенки на чёрно-белый негатив, а затем складывается в белую линию на чёрном фоне.

## Актёры и персонажи

### Офицеры[1]
| Персонаж            | Исполнитель роли   | Сезоны                | Заметки                                   |
| ------------------- | ------------------ | --------------------- | ----------------------------------------- |
| Сэр Гарри Пирс      | Питер Ферт         | 1-10                  | глава отдела по борьбе с терроризмом MI5  |
| Том Куинн           | Мэттью Макфэдьен   | 1-2, 3е1-2 10 (камео) | руководитель отдела, старший офицер       |
| Зоуи Рейнолдс       | Кили Хоус          | 1-3                   | младший офицер                            |
| Дэнни Хантер        | Дэвид Ойелоуо      | 1-3                   | младший офицер                            |
| Тесса Филипс        | Дженни Эгаттер     | 1                     | старший аналитик                          |
| Джед Келли          | Граеме Мирнс       | 1                     | административный офицер                   |
| Колин Уэллс         | Рори МакГрегор     | 1-4, 5е1              | техник и системный аналитик               |
| Малкольм Уинн-Джонс | Хью Саймон         | 1-8                   | техник и системный аналитик               |
| Сэм Бакстон         | Шона Макдональд    | 2-3                   | административный офицер                   |
| Руфь Эвершед        | Никола Уолкер      | 2-5, 8-10             | старший аналитик                          |
| Адам Картер         | Руперт Пенри Джонс | 3-6, 7e1              | руководитель отдела, старший офицер       |
| Фиона Картер        | Ольга Сосновская   | 3-4                   | младший офицер                            |
| Зафар Юнис          | Раза Джаффри       | 4-5, 6е1-2            | младший офицер                            |
| Джульет Шоу         | Анна Чанселлор     | 4-6                   | офицер национальной безопасности          |
| Джо Портман         | Миранда Рэйсон     | 4-8                   | младший офицер                            |
| Роз Майерс          | Гермиона Норрис    | 5-8                   | старший офицер, позже руководитель отдела |
| Конни Джеймс        | Джемма Джонс       | 6-7                   | старший аналитик                          |
| Бен Каплан          | Алекс Ланипекун    | 6-7                   | младший офицер                            |
| Лукас Норт          | Ричард Армитидж    | 7-9                   | старший офицер, руководитель отдела       |
| Тарик Масууд        | Шазад Латиф        | 8-10                  | техник и системный аналитик               |
| Бэт Бэйли           | София Майлс        | 9                     | младший офицер                            |
| Димитрий Левендис   | Макс Браун         | 9-10                  | младший офицер                            |
| Эрин Уотс           | Лара Пулвер        | 10                    | старший офицер, руководитель отдела       |
| Калум Рид           | Джеффри Стретфилд  | 10                    | младший офицер                            |

### Другие персонажи
- Элли Симм (Эстер Холл) — возлюбленная Тома Куинна
- Мэйзи Симм (Хизер Кейв) — дочь Элли Симм
- Николас Блейк (Роберт Гленистер) — министр внутренних дел (сезоны 5-8)
- Уильям Тауэрс (Саймон Рассел Бил) — министр внутренних дел (сезоны 9-10)
- Ван Эдвардс (Иэн Гленн) — давний враг Лукаса Норта.

## Награды и номинации
- 2003 — премия Британской академии кино и телевизионных искусств за лучший телесериал
- 2003 — номинации на премию Британской академии кино и телевизионных искусств за лучшую музыку к сериалу (Дженни Маскетт) и лучший сценарий (Колин Грин)
- 2003 — награда Королевского телевизионного общества за лучший телесериал
- 2003 — награда журнала Broadcast (англ.) за лучший телесериал
- 2003 — награды BBC Drama за лучший драматический сериал и лучший сайт драматического сериала
- 2005 — номинация на премию Британской академии кино и телевизионных искусств за лучший телесериал
- 2006 — номинация на премию Британской академии кино и телевизионных искусств за лучший телесериал
- 2008 — награды Crime Thriller Awards лучшему актёру (Руперт Пенри Джонс), лучшей актрисе (Гермиона Норрис) и номинация на лучший драматическим криминальный сериал.
- 2009 — номинации на премию Британской академии кино и телевизионных искусств за лучший телесериал и лучшую оригинальную музыку к телесериалу
- 2010 — номинация на премию Британской академии кино и телевизионных искусств за лучший телесериал
- 2011 — номинация на премию Британской академии кино и телевизионных искусств за лучший телесериал[2]